# Военна база Пенсакола
„Военна база Пенсакола“ (на английски: Pensacola: Wings of Gold) е американски сериал, военна драма, за живота на бойните пилоти от морската пехота на САЩ.
Действието се развива във военновъздушната база, разположена на брега на Мексиканския залив край гр. Пенсакола в щата Флорида. Първото излъчване на сериала в САЩ е през 1997 – 2000 г. Първо излъчване в България: 1 юли 2011 – октомври 2011 г. по Диема.
Любопитен факт е, че самата продукция не е снимана в Пенсакола, нито дори във Флорида, а във военната база край Сан Диего в Калифорния. Поради тази причина в някои от кадрите са влезли силуетите на планински възвишения, каквито във Флорида няма.

## Сюжет
Сюжетът на целия сериал се върти около усилията на полковник Бил Кели (Джеймс Бролин) да сформира възможно най-добрия екип за целите, които му е поставило командването. В първия сезон полковник Кели ръководи „Морските дракони“ (Sea Dragons) – малък тим от млади лейтенанти, изпълняващи специални опасни мисии или детективски задачи. През втория сезон полковникът е началник на база за обучение на млади летци, които за осем месеца трябва да се научат да пилотират бързоманеврените самолети F-18 „Hornet“, да целят мишени с тях, да водят въздушен бой и най-трудното: да се приземяват на самолетоносачи. В третия сезон от сериала Бил Кели е командир на боен отряд от морската пехота „Летящите бандити“ (Flying Bandits), чиито хора преминават специализирано шестмесечно военно обучение, за да бъдат в състояние да оказват логистична и въздушна подкрепа на наземните сили в различни точки на света. Тяхна емблема става един символ от Втората световна война – вълчето Реджи, нахален бандит с цигара в уста, – който скоро се превръща в обект на похищение и хитроумни приключения около възвръщането му.
Сериалът разказва за трудния и рискован живот на военните, изпълнен също така и с невероятни приключения, неподозирани опасности и ежедневна находчивост – живот, който често подлага на изпитание понятия като дълг, чест, достойнство, честност, вярност, изобретателност, воинска хитрост (…ако не мамиш…, значи не полагаш достатъчно усилия…) и способност да издържиш на лишения и огън.

## Актьорски състав
| Филмов герой            | Длъжност / Занятие      | Позивна     | Изпълнител                              |
| ----------------------- | ----------------------- | ----------- | --------------------------------------- |
| полк. Бил Кели          | командир на ескадрила   | Грабител    | Джеймс Бролин (wJames Brolin)           |
| полк. Дрейтън           | командир на военна база | —           | Маршъл Тиги (wMarshal R. Teague)        |
| подп. Макартър Луис     | помощник командир       | Ковач       | Боби Хози (wBobby Hosea)                |
| кап. Бъч Барнс          | пилот на „Хорнет“       | Фитил       | Кени Джонсън (wKenny Johnson)           |
| кап. Александра Дженсън | пилот на „Хорнет“       | Лед         | Сандра Хес (wSandra Hess)               |
| кап. Тъкър Хенри        | пилот на „Хорнет“       | Черпак      | Майкъл Тръко (wMichael Trucco)          |
| кап. Едуард Терели      | пилот на „Кобра“        | Капоне      | Дейвид Куейн (wDavid Quane)             |
| л-т Боби Грифин         | пилот на „Хорнет“       | Преследвач  | Родни Роулънд (wRodney Rowland)         |
| л-т Анализа Линдстрьом  | пилот на „Кобра“        | Жило        | Катрин Морис (wKathryn Morris)          |
| л-т Уендъл Маккрей      | компютърен специалист   | Сайфър      | Родни ван Джонсън (wRodney Van Johnson) |
| л-т Ар. Джей. Коноуей   | сапьор                  | Буда        | Салватор Ксуереб (wSalvator Xuereb)     |
| л-т Абигейл Хоулинг     | пилот на „Кобра“        | Лудото куче | Фелисити Уотърман (wFelicity Waterman)  |
| —                       | инструктор на „Хорнет“  | Психар      | Брент Хъф (wBrent Huff)                 |
| —                       | пилот на „Хорнет“       | Блато       | Кристофър Уайл (wChristopher Wiehl)     |
| ефр. Мартинес           | администратор           | —           | Израел Джуарб (wIsrael Juarbe)          |
| Кейт Андерсън           | съдържателка на бар     | —           | Барбара Нивън (wBarbara Niven)          |
| Джанин Кели             | колежанка               | —           | Кристана Локен (wKristanna Loken)       |

## Награди
Номинация през 1999 за „Най-добър звук“ на wGolden Reel Awards.